# Goran Vučević
Goran Vučević (Spalato, 18 maggio 1971) è un allenatore di calcio ed ex calciatore croato che ha giocato nel ruolo di centrocampista nella Nazionale croata.

## Statistiche

### Cronologia presenze e reti in nazionale
| Cronologia completa delle presenze e delle reti in nazionale ― Croazia | Cronologia completa delle presenze e delle reti in nazionale ― Croazia | Cronologia completa delle presenze e delle reti in nazionale ― Croazia | Cronologia completa delle presenze e delle reti in nazionale ― Croazia | Cronologia completa delle presenze e delle reti in nazionale ― Croazia | Cronologia completa delle presenze e delle reti in nazionale ― Croazia | Cronologia completa delle presenze e delle reti in nazionale ― Croazia | Cronologia completa delle presenze e delle reti in nazionale ― Croazia |
| Data                                                                   | Città                                                                  | In casa                                                                | Risultato                                                              | Ospiti                                                                 | Competizione                                                           | Reti                                                                   | Note                                                                   |
| ---------------------------------------------------------------------- | ---------------------------------------------------------------------- | ---------------------------------------------------------------------- | ---------------------------------------------------------------------- | ---------------------------------------------------------------------- | ---------------------------------------------------------------------- | ---------------------------------------------------------------------- | ---------------------------------------------------------------------- |
| 5-7-1992                                                               | Melbourne                                                              | Australia                                                              | 1 – 0                                                                  | Croazia                                                                | Amichevole                                                             | -                                                                      | 79’                                                                    |
| 8-7-1992                                                               | Adelaide                                                               | Australia                                                              | 3 – 1                                                                  | Croazia                                                                | Amichevole                                                             | -                                                                      |                                                                        |
| 12-7-1992                                                              | Sydney                                                                 | Australia                                                              | 0 – 0                                                                  | Croazia                                                                | Amichevole                                                             | -                                                                      | 64’, 79’                                                               |
| Totale                                                                 |                                                                        | Presenze                                                               | 3                                                                      |                                                                        | Reti                                                                   | 0                                                                      |                                                                        |

| Cronologia completa delle presenze e delle reti in nazionale ― Croazia under 21 | Cronologia completa delle presenze e delle reti in nazionale ― Croazia under 21 | Cronologia completa delle presenze e delle reti in nazionale ― Croazia under 21 | Cronologia completa delle presenze e delle reti in nazionale ― Croazia under 21 | Cronologia completa delle presenze e delle reti in nazionale ― Croazia under 21 | Cronologia completa delle presenze e delle reti in nazionale ― Croazia under 21 | Cronologia completa delle presenze e delle reti in nazionale ― Croazia under 21 | Cronologia completa delle presenze e delle reti in nazionale ― Croazia under 21 |
| Data                                                                            | Città                                                                           | In casa                                                                         | Risultato                                                                       | Ospiti                                                                          | Competizione                                                                    | Reti                                                                            | Note                                                                            |
| ------------------------------------------------------------------------------- | ------------------------------------------------------------------------------- | ------------------------------------------------------------------------------- | ------------------------------------------------------------------------------- | ------------------------------------------------------------------------------- | ------------------------------------------------------------------------------- | ------------------------------------------------------------------------------- | ------------------------------------------------------------------------------- |
| 17-3-1993                                                                       | Varaždin                                                                        | Croazia under 21                                                                | 1 – 1                                                                           | Slovenia under 21                                                               | Amichevole                                                                      | -                                                                               | 38’                                                                             |
| Totale                                                                          |                                                                                 | Presenze                                                                        | 1                                                                               |                                                                                 | Reti                                                                            | 0                                                                               |                                                                                 |

## Palmarès

### Giocatore

#### Competizioni nazionali
- Coppa di Jugoslavia: 1

Hajduk Spalato: 1990-1991
- Campionato croato: 3

Hajduk Spalato: 1992, 1994-1995, 2000-2001
- Supercoppa di Croazia: 1

Hajduk Spalato: 1992
- Coppa di Croazia: 2

Hajduk Spalato: 1994-1995, 1999-2000
- Campionato spagnolo: 1

Barcellona: 1992-1993

### Individuali
- Miglior calciatore del campionato croato: 1

1992